# Blauen (Badenweiler)
Der Blauen oder Hochblauen ist ein 1165,4 m ü. NHN hoher Berg am Westrand des südlichen Schwarzwalds. Der Gipfel liegt an einem Schnittpunkt der Gemarkungen Schliengen und Malsburg-Marzell im Landkreis Lörrach sowie Badenweiler im Landkreis Breisgau-Hochschwarzwald. Der Blauen ist ein Aussichtsberg und gilt als Hausberg des Markgräflerlands, das er überragt. Von dem an seinem Nordfuß liegenden Kurort Badenweiler ist der Gipfel ca. drei Kilometer entfernt und über eine Fahrstraße erreichbar. Den Kern des Blauenmassivs bildet ein unterkarbonischer Malsburggranit. Der Blauengipfel besteht aus Gneis. Der Wald reicht auf dem niederschlagsreichen Berg bis unter den Gipfel.

## Namen
Im 14. Jahrhundert wird der Berg als Blauwen oder Blawen urkundlich erwähnt. Matthäus Merians Topographia Sueviae bezeichnet ihn Mitte des 17. Jahrhunderts als Hoche Blawen. Der Gemarkungsplan der ersten badischen Landesaufnahme von 1769/1770 unterscheidet zwischen dem Hoch Blauen und dem Hinter Blauen, einem 700 m nordnordöstlich vom Hauptgipfel gelegenen, 1087 m hohen Nebengipfel. Als Blauen M[ons] ist der Berg in der Schwarzwaldkarte des Klosters St. Blasien aus dem Jahr 1788 eingetragen. Auch im Topographischen Atlas ueber das Grossherzogtum Baden wird er 1845 Blauen genannt, ebenso wie in anderen geographischen Veröffentlichungen des 19. Jahrhunderts. Daneben findet sich unter anderem in Reiseliteratur des 19. Jahrhunderts wiederholt auch die Bezeichnung Hochblauen, teilweise mit der Erklärung, diese diene zur Unterscheidung vom zwölf Kilometer entfernten Zeller Blauen. Allerdings war für letzteren ebenfalls die Bezeichnung Hochblauen geläufig und in Landkarten vermerkt, während der Berg bei Badenweiler bis heute als Blauen in den Karten zu finden ist.

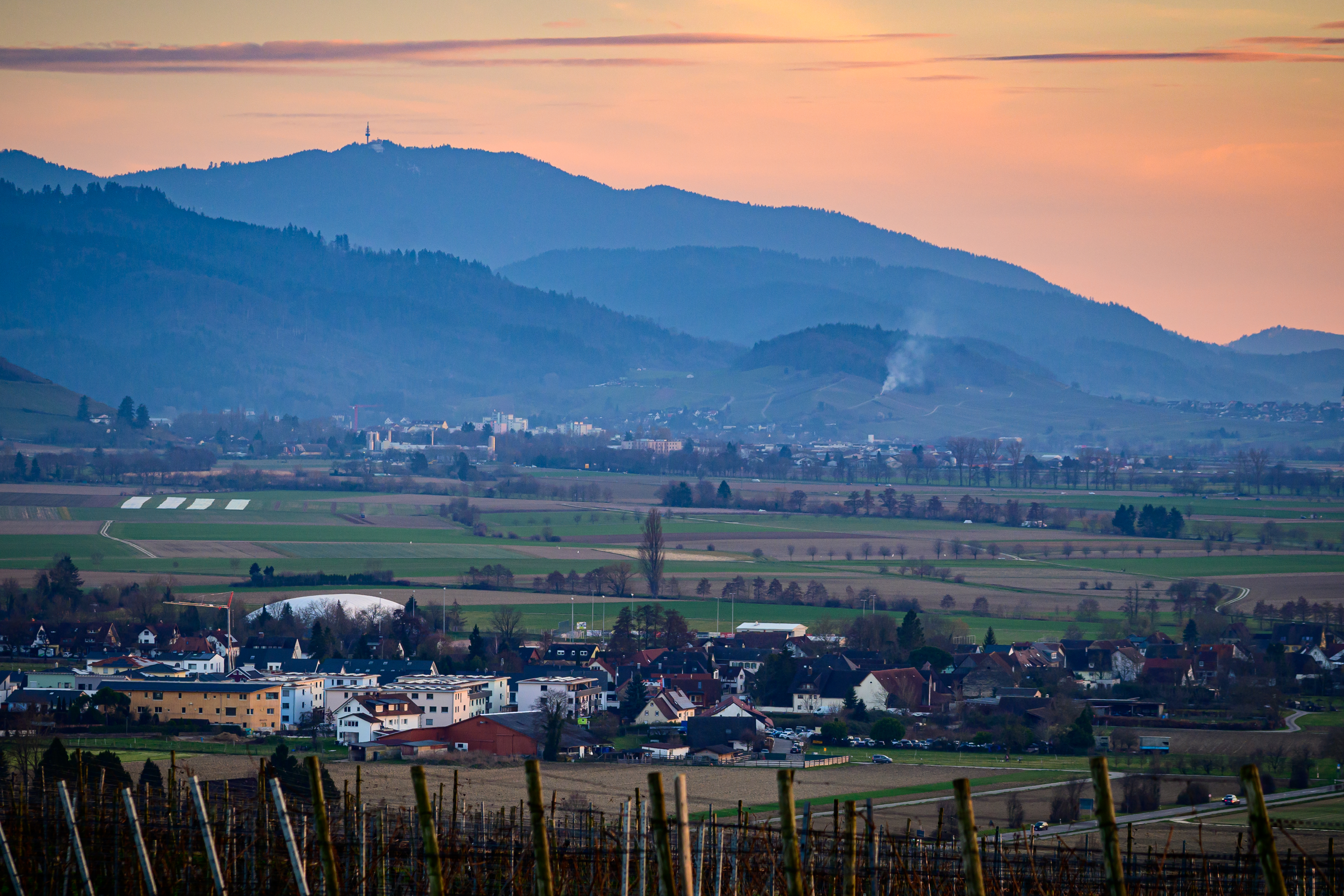
Der Blauen aus nördlicher Richtung vom Batzenberg in der Vorbergzone gesehen

Den Namen Blauen tragen verschiedene Berge und Orte in Deutschland und der Schweiz. In seinem Oberdeutschen Flurnamenbuch stellte der Kulturhistoriker Michel Buck 1880 einen Zusammenhang zum historischen Bergbauwesen am Blauen her, indem er eine Herkunft des Namens von ‚Bla‘ = Schmelzhütte vorschlug. Eine andere Namensdeutung nimmt die blaue Farbe von Tannenwäldern bzw. das bläuliche Erscheinungsbild eines Berges aus der Ferne als Ausgangspunkt.

## Landschaftsschutzgebiete
Am Blauen treffen drei Landschaftsschutzgebiete aufeinander:
Das Landschaftsschutzgebiet Blauen an der Südseite des Bergs wurde am 22. August 1983 mit der Schutzgebietsnummer 3.36.018 auf Flächen der Gemeinden Kandern, Schliengen und Malsburg-Marzell ausgewiesen. Es umfasst 4.119 Hektar mit vorwiegend Mischwaldgesellschaften und größeren Weideflächen, die durch mittelalterliche Rodungen entstanden sind. Es wird als „einzigartige Erholungslandschaft“ beschrieben.
Im Norden grenzt es an das Landschaftsschutzgebiet Markgräfler Hügelland und angrenzender westlicher Südschwarzwald. Dieses ist 5.840 ha groß und wurde 2005 in Bereichen der Gemeinden Auggen, Badenweiler, Müllheim und Sulzburg ausgewiesen.
Das mit 399 ha kleinste der drei Landschaftsschutzgebiete, Lipburg, liegt im Westen des Blauen und gehört zu Badenweiler. Es umfasst eine typische Tallandschaft am Übergangsbereich von der Vorbergzone zum Schwarzwald und hat eine wichtige Erholungsfunktion für den Raum Badenweiler/Müllheim.

## Erschließung

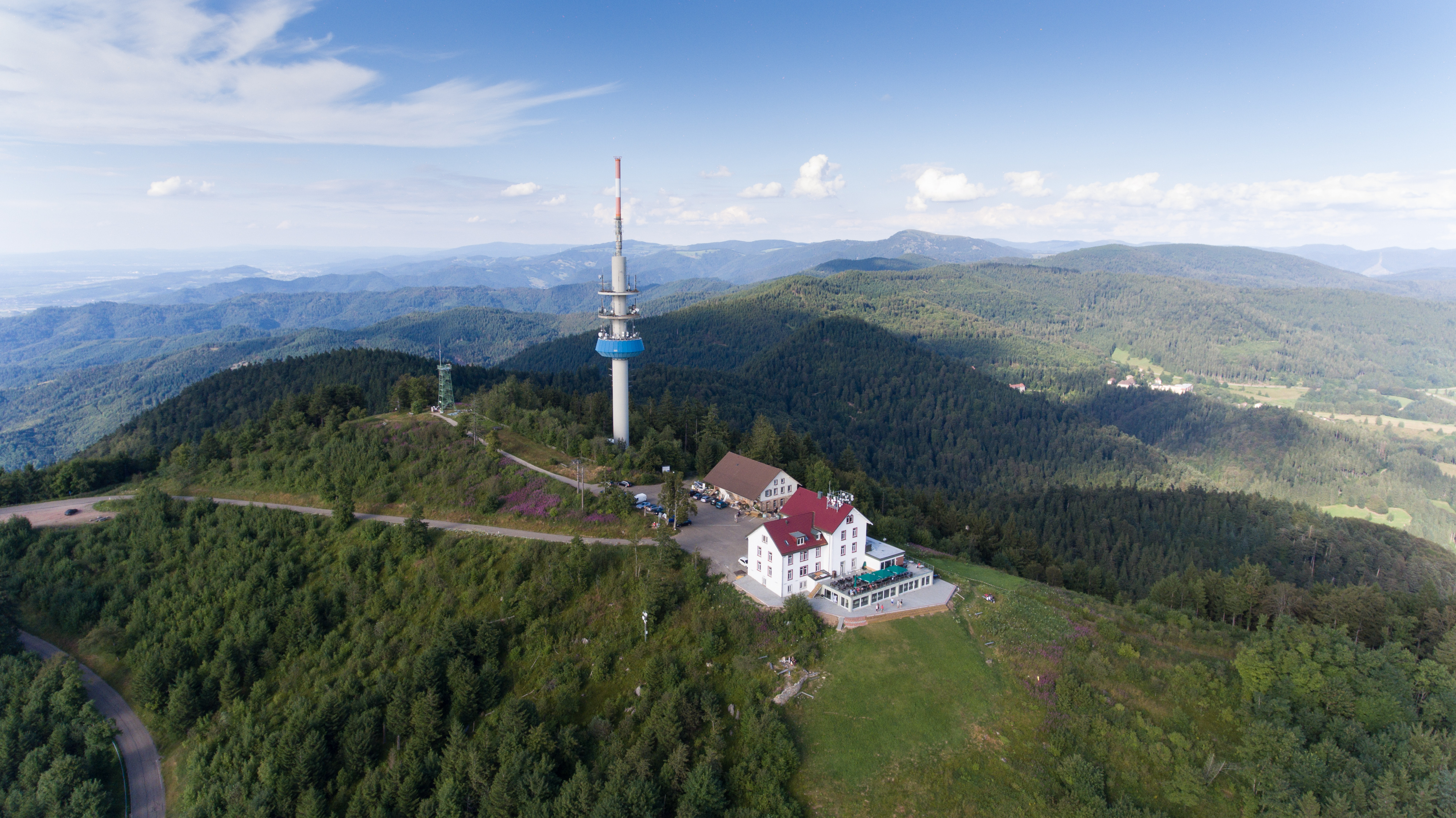
Luftaufnahme Hochblauen August 2016

### Straße und weitere Infrastruktur
Die Hochblauenstraße, eine Verzweigung der Westrampe des Egertenpasses, wurde für den privaten Autoverkehr im Jahr 1928 freigegeben. Die Berg-Stichstraße verlässt etwa auf der Hälfte der Strecke den Landkreis Breisgau-Hochschwarzwald, in ihrem nordwestlichen Bereich trägt sie deshalb die Bezeichnung K 4948, im südöstlichen Teil wird sie dagegen unter der Nummer K 6314 geführt, dort ist die Straßenmeisterei Wollbach zuständig. Die Räumung im Winter übernimmt die Straßenmeisterei Müllheim auf der ganzen Strecke aufgrund eines Abkommens zwischen den Landkreisen. Die Straße führt bis auf den Gipfel. Seit 2011 gibt es während der Sommermonate auch eine Buslinie, die den Gipfel an Sonn- und Feiertagen über Marzell und Kandern mit Basel verbindet. Darüber hinaus verläuft der Westweg, ein Fernwanderweg des Schwarzwaldvereins, auf der 280 Kilometer langen Route von Pforzheim nach Basel in der Variante A über den Blauen.
Zwischen 1957 und 1980 wurde eine Flurbereinigung im Bergwald durchgeführt, bei der nach umfangreichen und aufwendigen Vermessungsarbeiten 42 kleine zu zwölf größeren Grundstücken zusammengelegt wurden. Zur Erinnerung hieran wurde ein Gedenkstein errichtet, der seit 2007 die Namen aller Beteiligten auf einer Messingtafel ausweist.
Der Bewirtungsbetrieb auf dem Blauen wurde im Jahr 1872 aufgenommen, als eine überdachte Waldschenke errichtet wurde. Im Juni 1875 wurde das erste Haus von Xaver Stehlin eröffnet, das den Namen Krone des Blauen trug und über vier Generationen im Familienbetrieb bewirtet wurde. Es wurde 1890 und noch einmal 1965 bis 1966 erweitert, um dem zunehmenden Fremdenverkehr Rechnung zu tragen.
Die Wasserleitung aus dem Jahr 1898 zur 150 Meter tiefer liegenden Quelle wird bis heute genutzt. Seit 1925, als ein Kabel aus Marzell hierher geführt wurde, gibt es auf dem Gipfel auch elektrischen Strom. Drei Jahre später fuhren die ersten Kraftfahrzeuge über die Bergstraße herauf.

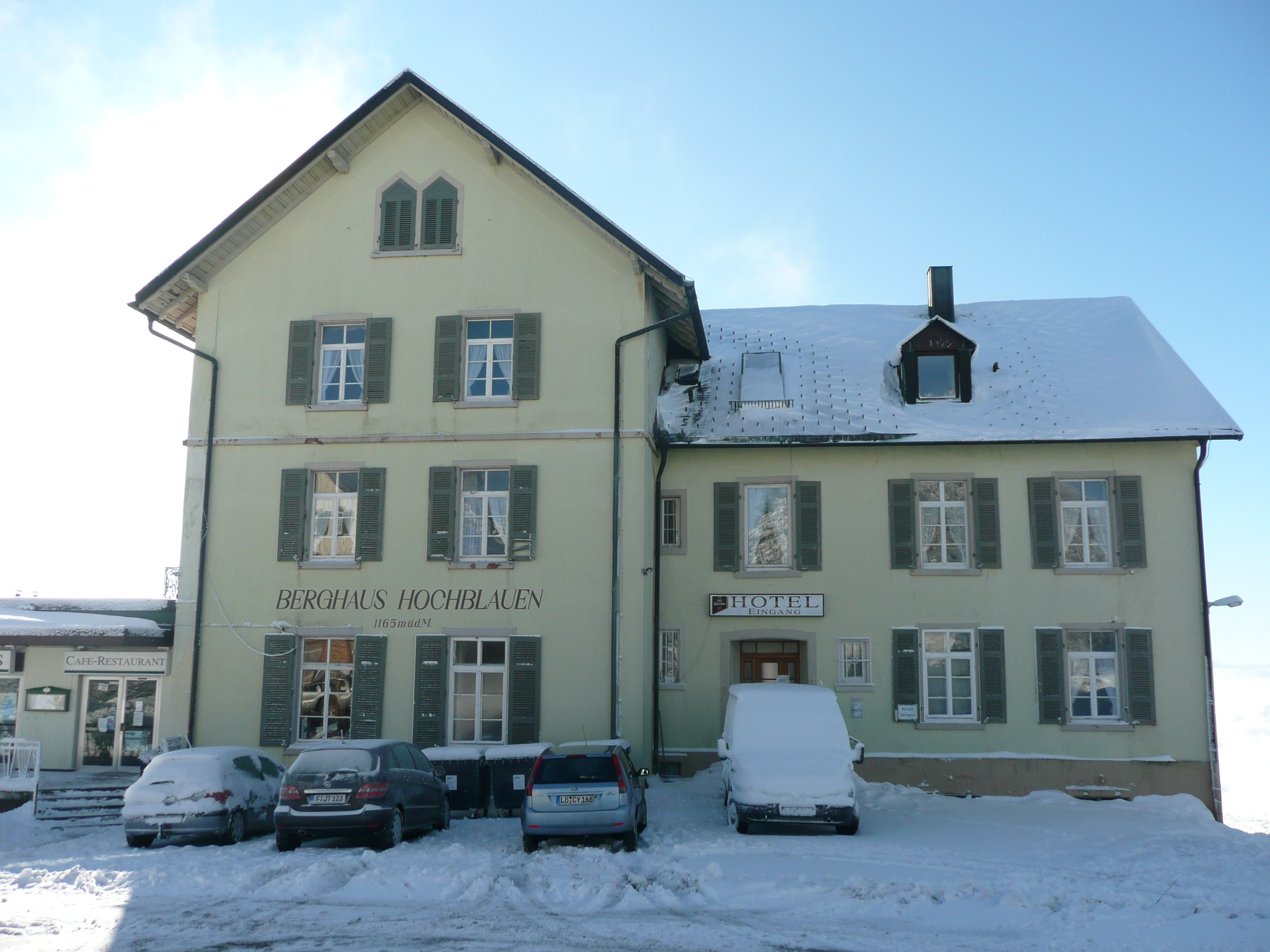
Berghaus Hochblauen

Auf dem Gipfel befindet sich das Berghaus Hochblauen (auch Blauenhaus genannt), eine Gaststätte mit Übernachtungsmöglichkeit. Seit Frühjahr 2013 war der Gasthof geschlossen. Im Lauf des Jahres 2015 wurde er umgebaut und 2016 wiedereröffnet. Nach einem Pächterwechsel 2019 schloss es Anfang 2020. Bis September 2021 liefen Umbauarbeiten am Gebäude und ein eingeschränkter Kioskverkauf bestand mit Sitzgelegenheiten auf der Terrasse. Seitdem ist das Restaurant wieder geöffnet. Das Hotel öffnete schon früher.
Nordöstlich des Hochblauen liegt auf einer Höhe von 1074 Metern die vermutlich höchstgelegene Burgstelle Baden-Württembergs, die Burg Stockburg.
Seit Sommer 2011 wird diskutiert, eine Windkraftanlage mit drei Windrädern zur Stromerzeugung am Blauen aufzustellen.

### Aussichts- und Sendeturm
Der Blauenturm oder Hochblauenturm des Schwarzwaldvereins wurde 1895 anstelle eines etwas niedrigeren Holzturms aus dem Jahr 1875 als Aussichtsturm errichtet. Die Herstellung des Stahlfachwerkturms übernahm wie auch beim ähnlichen Roßkopfturm die Freiburger Fa. Ph. Ant. Fauler. Am 30. August 1895 wurde er eingeweiht und 1984 mit finanzieller Unterstützung der Bundespost grundlegend restauriert. Der ursprünglich 14 Meter hohe Turm hat heute mit Antenne eine Gesamthöhe von 21 Metern.  1950, 1985 und im Sommer 2016 wurde der Turm renoviert. Zuletzt wurden unter anderem die Holzbeläge auf den Stufen und Plattformen durch Eisengitter ersetzt, seit 6. Oktober 2016 ist er wieder zugänglich.
1985 wurde keine hundert Meter südsüdöstlich des Aussichtsturms der Fernmeldeturm Sender Blauen errichtet, gegen den es Proteste gab. Diese konnten immerhin eine Höhenreduzierung von geplanten 120 auf 96,5 Meter erreichen. Er ist für die Öffentlichkeit nicht zugänglich und beeinträchtigt den Ausblick vom Aussichtsturm auf die Alpen.
Anfang September 2021 feierte der Schwarzwaldverein coronabedingt mit einjähriger Verspätung das 125-jährige Jubiläum der Turmeinweihung.

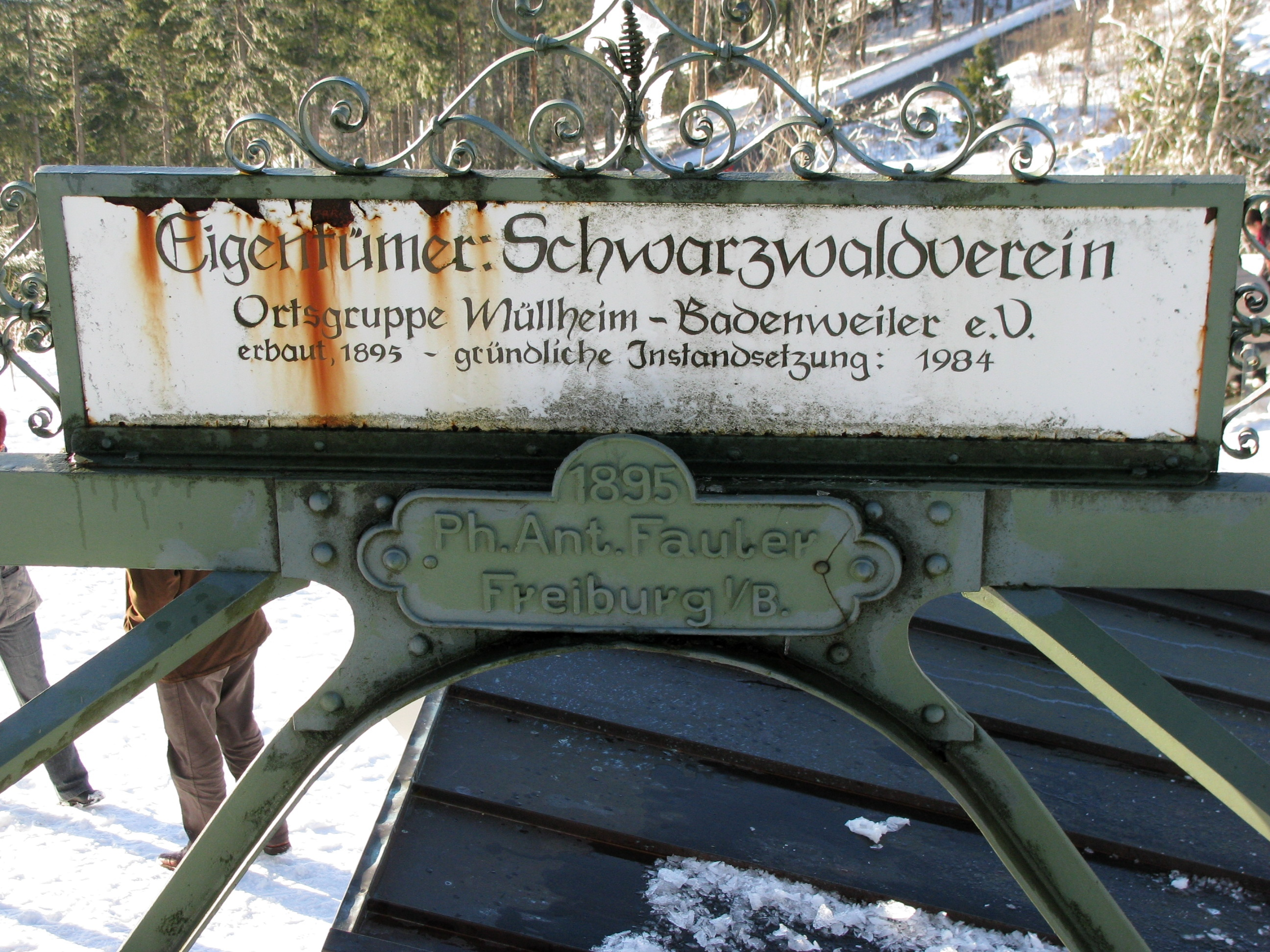
Schild am Turmfuß
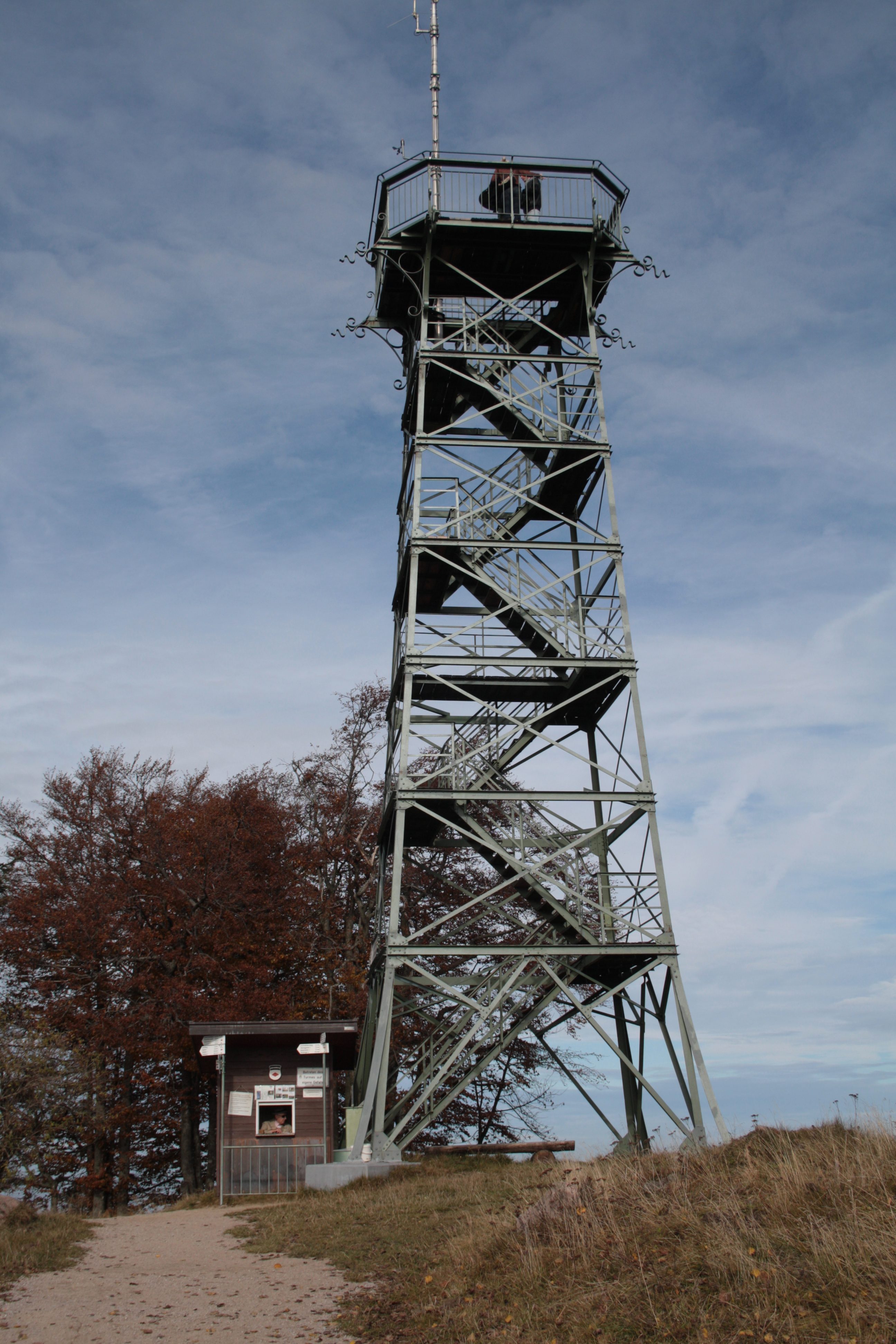
Oktober 2011
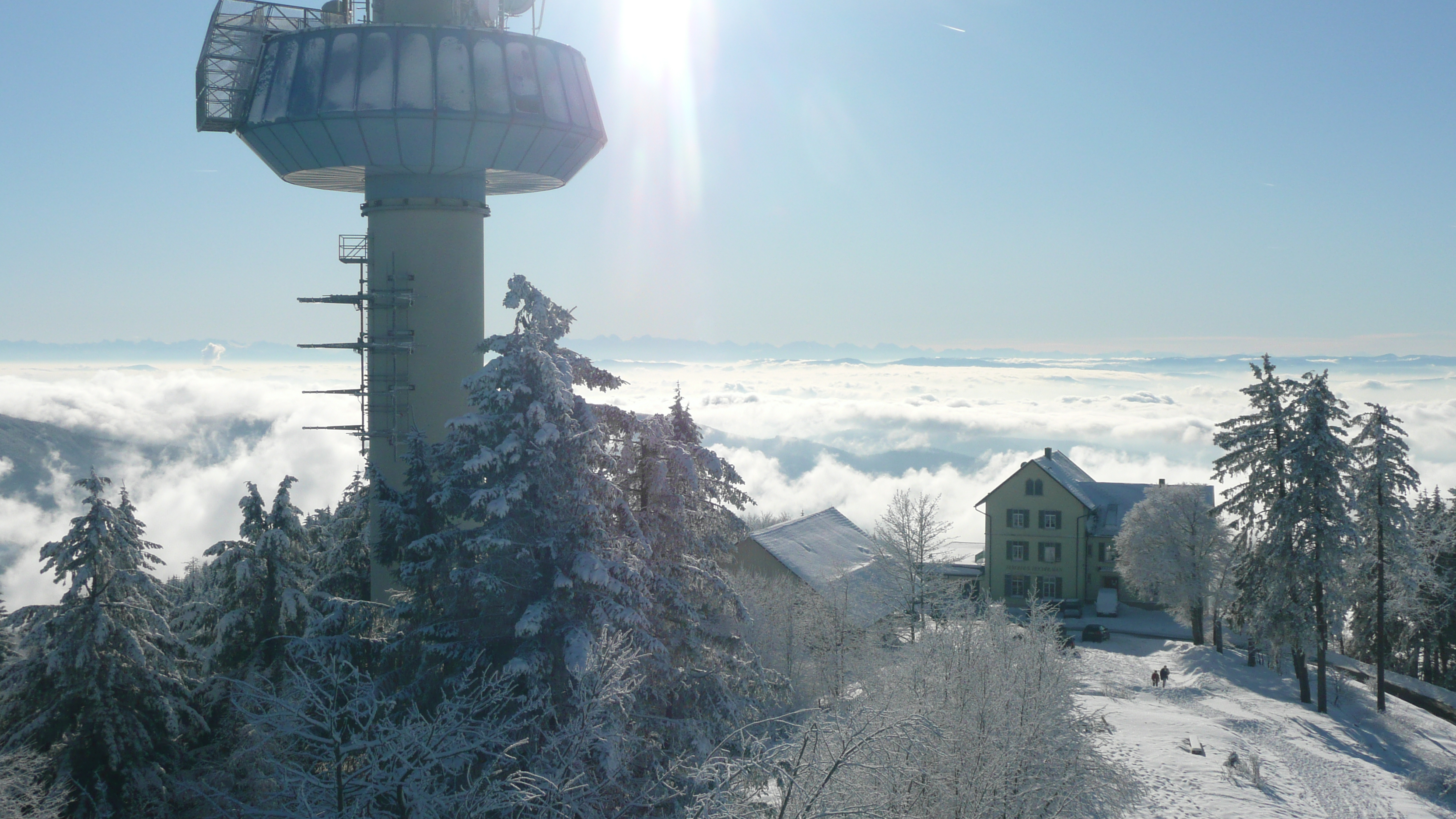
Winterlicher Blick Richtung Süden
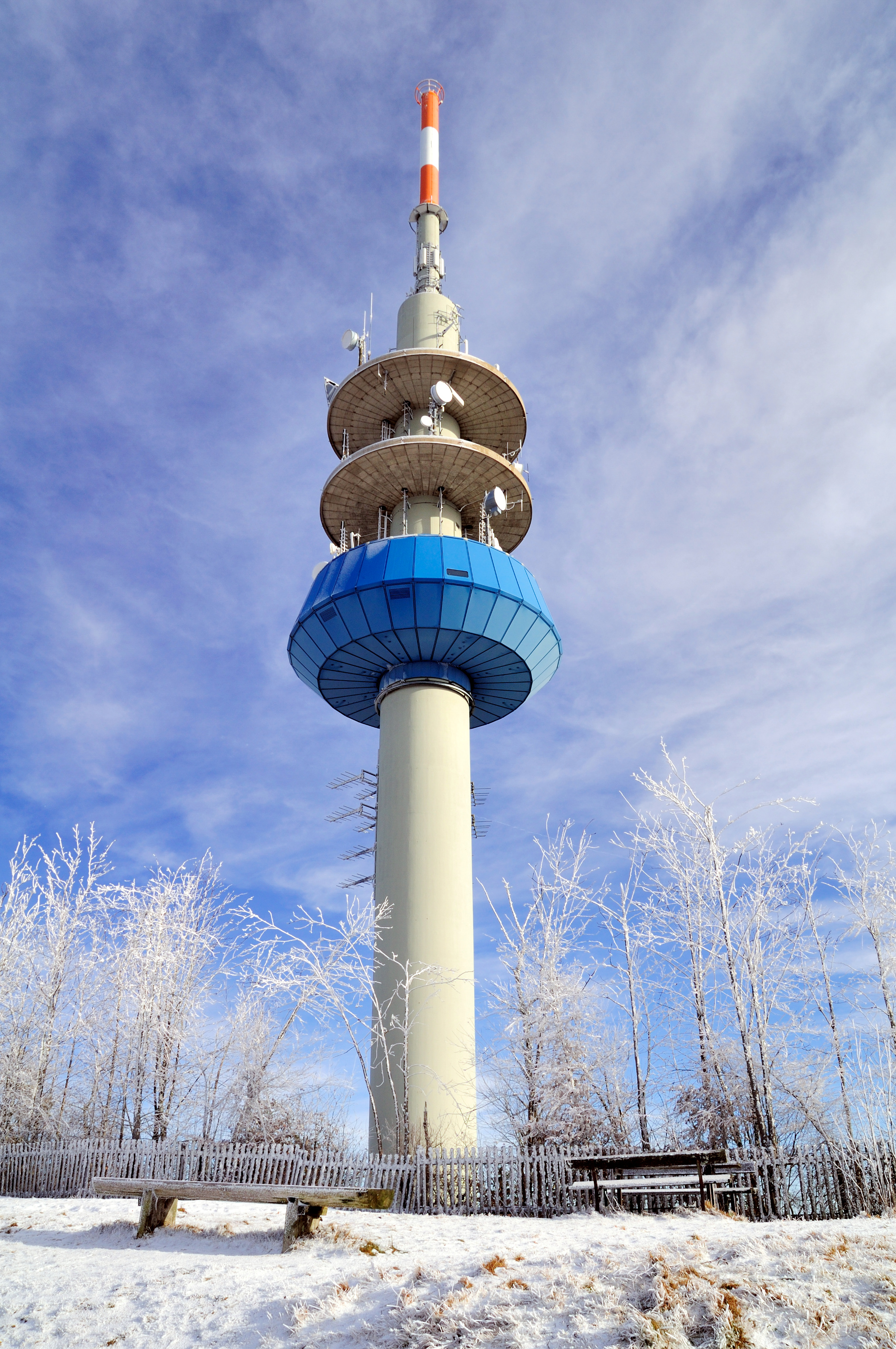
Sender Blauen

## Ausblick
Der Hochblauen bietet Aussichtspunkte mit Blick auf den Schwarzwald mit der kahlen Kuppe des Belchen, auf die Vogesen mit dem Großen Belchen, den Schweizer Jura und die Alpen.
Vor dem Jura erkennt man bei klarer Sicht Basel.
Durch seine Lage am Rand des Schwarzwaldes ermöglicht der Hochblauen bemerkenswerte Tiefblicke auf die Rheinebene mit dem Kaiserstuhl.

## Sport
Der Blauen ist ein beliebtes Ziel bei Wanderern, Mountainbikern und Gleitschirmfliegern, die man oft an seiner Südrampe beobachten kann. Ein Stück unterhalb des Gipfels liegt mit dem Altvogelbachfelsen ein größeres Klettergebiet.
Seit dem Jahr 1993 gibt es den in der Regel alljährlich im Juni stattfindenden Hochblauen-Berglauf, an dem mehrere hundert Sportler teilnehmen.
1933 war auf dem Blauen eine Skisprungschanze gebaut worden. Bis 1939 wurde darauf das Blauen-Skispringen veranstaltet. Den Rekord auf der Schanze hielt Oskar Faller aus Breitnau, der „mit Skiern aus Holz mit Lederbindungen“ 35 Meter weit gesprungen war. Außerdem sei sowohl alpin als auch nordisch Ski gelaufen worden.

## Kunst
Zu den Künstlern, die ihre Eindrücke und Erfahrungen mit dem Blauen in ihrem Werk verarbeitet haben, zählen die Maler Emil Bizer, Adolf Strübe, dessen Bilder an die Darstellung des Montagne Sainte-Victoire bei Cézanne erinnern, sowie Hermann Daur, in neuerer Zeit auch Roland Franke. Einige Bilder sind im Markgräfler Museum Müllheim zu sehen. August Macke lebte zeitweise in Kandern und erwähnte den Blauen in Briefen an seine spätere Frau Elisabeth.
Zu den Schriftstellern, die über den Hochblauen schrieben, gehören Johann Peter Hebel, die Mundartdichterin Lina Kromer, die Kanderner Heimatdichterin Ida Preusch-Müller, Manfred Marquardt, Gustav Schwab, René Schickele und der Basler Schriftsteller Rainer Brambach.

## Sonstiges
Ende August 2021 beschloss der Gemeinderat Schliengen, dass im Hotel Hochblauen ein weiterer Trauungsraum der Gemeinde eingerichtet werden soll, sodass standesamtliche Eheschließungen auf dem Blauen möglich würden.